# ریک کارلایل
ریچارد پریستون کارلایل (به انگلیسی: Richard Preston Carlisle) متولد ۲۷ اکتبر ۱۹۵۹
میلادی، بازیکن سابق ان بی ای و مربی فعلی تیم دالاس موریکس می‌باشد

## دورهٔ بازیگری
ریک کارلایل در سال ۱۹۸۱ در تیم دانشگاه ویرجینیا بازی می‌کرد. ریک فصل را با ۱۲٫۵ امتیاز به پایان رساند و در همان سال در مراسم draft به تیم بوستون سلتیک رفت و همبازی لری برد شد. او به همراه بوستون سلتیک در سال ۱۹۸۶ قهرمان شد و در سال‌های ۱۹۸۵ و ۱۹۸۷ در فینال به تیم لیکرز باخت و نائب قهرمان شد او چند سال در سلتیک بازی کرد و بعد از طریق free agent به نیویورک نیکز رفت و در نهایت به تیم نیوجرسی نتز قرار داد بست و تا سال ۱۹۸۹ در آنجا بازی کرد و پس از پایان قراردادش از دنیای بازیگری خداحافظی کرد.

## دورهٔ مربی گری

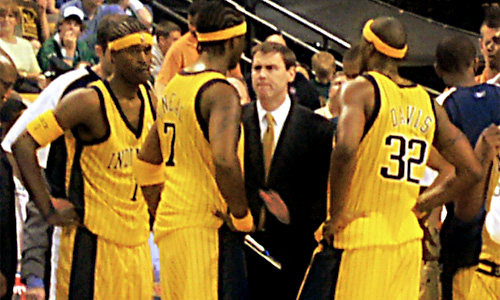
ریچارد پریستون کارلایل در کنار شاگردانش

او در همان سال ۱۹۸۹ در تیم نیوجرسی نتز به کمک مربی گری پرداخت که تا سال ۱۹۹۴ آنجا بود و بعد از آن تا سال ۱۹۹۷ در ایندیانا پیسرز در سمت کمک مربی گری فعالیت کرد. او در نهایت در سال ۲۰۰۱ سرمربی گری دترویت پیستونز رو پذیرفت و بازیکنانی مانند بولپس، بن والاس مهمت اکور، و پال پیرس را پرورش داد او تا سال ۲۰۰۴ در این تیم مربی گری کرد. پس از آن دوباره به ایندیانا پیسرز پیوست اما این بار به عنوان سرمربی و با بازیکنانی چون جیمین اونیل، استیون جکسون٬ ران آرتست و جرارد هیل کار کرد و تا پایان فصل ۲۰۰۶-۷ در آنجا ماند و بالاخره در سال ۲۰۰۸ به تیم دالاس موریکس پیوست که تا کنون در این تیم مربی گری می‌کند او پس از پایان فصل ۲۰۱۰-۱۱ قراردادش را به مدت ۴ سال تمدید کرد. او همچنین توانست در پیایان همین فصل به همراه تیم دالاس موریکس قهرمان ان بی ای شود.